# Богоски хребет
Богоският хребет (на руски: Богосский хребет) е планински хребет в североизточната част на планината Голям Кавказ, разположен в югозападната част на Република Дагестан, Русия. Простира се от юг-югозапад на север-североизток на протежение от около 70 km между долините на реките Андийско Койсу на запад и северозапад и Аварско Койсу на изток и североизток (двете реки са съставяща на Сулак, вливаща се Каспийско море). Богоският хребет е разположен перпендикулярно на Главния (Вододелен) и Страничния хребет на Голям Кавказ с максимална ширина 37 km. Максимална височина връх Адала-Шухгелмеер 4151 m(42°20′22″ с. ш. 46°14′56″ и. д. / 42.339444° с. ш. 46.248889° и. д.), разположен в южната му част. Изграден е от глинести шисти и пясъчници. От него водят началото си малки, къси и бурни реки десни притоци на Андийско Койсу (Хварша, Тиндинская) и леви притоци на Аварско Койсу (Тобот). По най-високите му части има ледници (около 20 km2). Склоновете му са покрити с ксерофитни храсти, субалпийски и алпийски пасища.
Богоският хребет е открит и първично изследван през 1850 г. от немския геолог и минералог на руска служба Херман Абих., а впоследствие през 1870-те години – детайлно изследван и картиран от друг немски зоолог и ботаник на руска служба Густав Раде.

## Топографски карти
- Топографска карта К-38-ХVІІ м 1:200000[2]